# Rio Berza
O Rio Berza é um rio da Romênia afluente do Danúbio, localizado no distrito de Călăraşi.